# Preußen Borghorst
Preußen Borghorst (offiziell: Sportclub Preußen Borghorst 1911 e. V.) war ein Fußballverein aus dem Steinfurter Stadtteil Borghorst. Der Verein wurde am 3. September 1911 als SC Preußen Borghorst gegründet, am 1. Januar 2020 fusionierte er mit dem SV Wilmsberg zum Borghorster FC. Die erste Fußballmannschaft der Frauen spielte sechs Jahre in der seinerzeit zweitklassigen Regionalliga West und nahm einmal am DFB-Pokal teil.

## Geschichte

Vereinswappen Preußen Borghorst

Der Verein wurde am 3. September 1911 gegründet. Am 1. Januar 2020 kam es zu einer Verschmelzung mit dem SV Wilmsberg. Dieser wurde am 9. Juni 1924 gegründet. Im Zuge der Verschmelzung wurde der SV Wilmsberg aufgelöst. Die Mitglieder traten dem Verein Preußen Borghorst bei, der seinen Namen in Borghorster FC änderte. Die Saison 2019/20 spielten beide Vereine noch unter ihrem alten Namen zu Ende.

### Frauenfußball bei Preußen Borghorst
Die Abteilung Frauenfußball wurde im Jahre 1978 gegründet. In der Saison 1992/93 nahmen die Borghorsterinnen zum ersten und bisher einzigen Mal am DFB-Pokal teil. Nach einem Freilos in der ersten Runde unterlag die Mannschaft in der zweiten Runde dem damaligen Bundesligisten KBC Duisburg mit 0:7. Im Jahre 1995 gelang erstmals der Aufstieg in die damals zweitklassige Regionalliga West, dem der direkte Wiederabstieg folgte. Auch nach dem zweiten Aufstieg 1997 folgte der direkte Wiederabstieg. Erst nach dem dritten Aufstieg im Jahre 1999 konnten sich die Borghorsterinnen in der Regionalliga etablieren.
Größter Erfolg war der sechste Platz in der Saison 2000/01. Zwei Jahre später folgte der erneute Abstieg. Im Jahre 2010 stieg die Mannschaft aus der viertklassigen Westfalenliga in die Landesliga ab, wo die Mannschaft in der Saison 2014/15 zurückgezogen wurde. Ab 2015 spielte die Mannschaft in der Bezirksliga, bevor die Abteilung im Jahre 2019 aufgelöst wurde.
Die B-Juniorinnen von Preußen Borghorst wurden im Jahre 1983 Westfalenmeister. Im Jahre 2014 gewann der SC Preußen, verstärkt durch die ehemalige Nationalspielerin Kerstin Stegemann, den DFB-Ü35-Frauen-Cup.

### Männerfußball bei Preußen Borghorst
Die Männermannschaft schaffte im Jahre 1953 den Aufstieg in die Bezirksklasse Emsland und wurde dort auf Anhieb Vizemeister hinter der SpVg Emsdetten 05. Nach einer weiteren Vizemeisterschaft im Jahre 1960 hinter Eintracht Ahaus gelang den Preußen ein Jahr später der Aufstieg in die seinerzeit viertklassige Landesliga Westfalen. Dort wurde die Mannschaft in der Aufstiegssaison 1961/62 gleich Vizemeister hinter Preußen Hochlarmark. Vier Jahre später wurden die Borghorster mit einem Punkt Rückstand auf Meister SpVg Marl Dritter, ehe im Jahre 1972 der Abstieg in die Bezirksklasse folgte. Fünf Jahre später gelang der Wiederaufstieg, dem jedoch der direkte Wiederabstieg folgte.
In den folgenden Jahren pendelten die Borghorster zwischen Bezirksliga und Kreisliga A. Den Tiefpunkt erreichte der Verein 1998, als er in die Kreisliga B abstieg, jedoch den direkten Wiederaufstieg schaffte. Nach einer Vizemeisterschaft hinter Arminia Ochtrup kehrten die Preußen 2001 in die Bezirksliga zurück. Im Jahre 2007 stiegen die Borghorster erneut in die Landesliga auf und zwei Jahre später wieder ab. 2011 ging es für die Preußen wieder rauf in die Landesliga, wo die Mannschaft in der Saison 2013/14 den fünften Platz erreichte. Aus finanziellen Gründen wurde die Mannschaft jedoch vor dem ersten Spieltag der Saison 2014/15 zurückgezogen. Zwei Jahre später ging es für die Preußen runter in die Kreisliga A.

### Fusionspartner SV Wilmsberg
Der SV Wilmsberg wurde im Jahre 1924 gegründet. Nach vielen Jahren zwischen der Bezirks- und Kreisliga erlebten die Wilmsberger in den 1980er Jahren einen sportlichen Aufschwung. Nach zwei Aufstiegen in Folge erreichte der Verein 1986 die damals viertklassige Verbandsliga Westfalen. Dort konnten sich die Wilmsberger jedoch nur ein Jahr halten, bevor es wieder runter in die Landesliga ging. 1990 verpasste der Verein als Vizemeister hinter Preußen Lengerich den Wiederaufstieg in die Verbandsliga. Nur zwei Jahre später ging es dafür hinunter in die Bezirksliga. Zwar gelang der direkte Wiederaufstieg, jedoch ging es 1994 erneut runter in die Bezirksliga.
In den Jahren 2003 und 2004 wurden die Wilmsberger jeweils Vizemeister der Bezirksliga hinter Amisia Rheine bzw. dem SC Greven 09, ehe der Verein 2008 in die Kreisliga A absteigen musste. Dem direkten Wiederaufstieg folgte der erneute Sturz in die Kreisliga A. Erst 2015 stiegen die Wilmsberger wieder in die Bezirksliga auf und wurden auf Anhieb Vizemeister hinter Borussia Emsdetten. Der ehemalige Zweitligaspieler Bernd Kipp spielte 1985 für den SV Wilmsberg. Der spätere Bundesligatrainer Michael Oenning spielte in der Jugend des SV Wilmsberg.

### Borghorster FC
Die erste Mannschaft übernahm den Platz des SV Wilmsberg in der Bezirksliga.

## Persönlichkeiten
- Faruk Gül
- Melissa Thiem
- Henrike Zollfrank